# Intihuatana de Machu Picchu
La intihuatana de Machu Picchu es una piedra ritual asociada con el reloj solar o el calendario inca.

## Historia

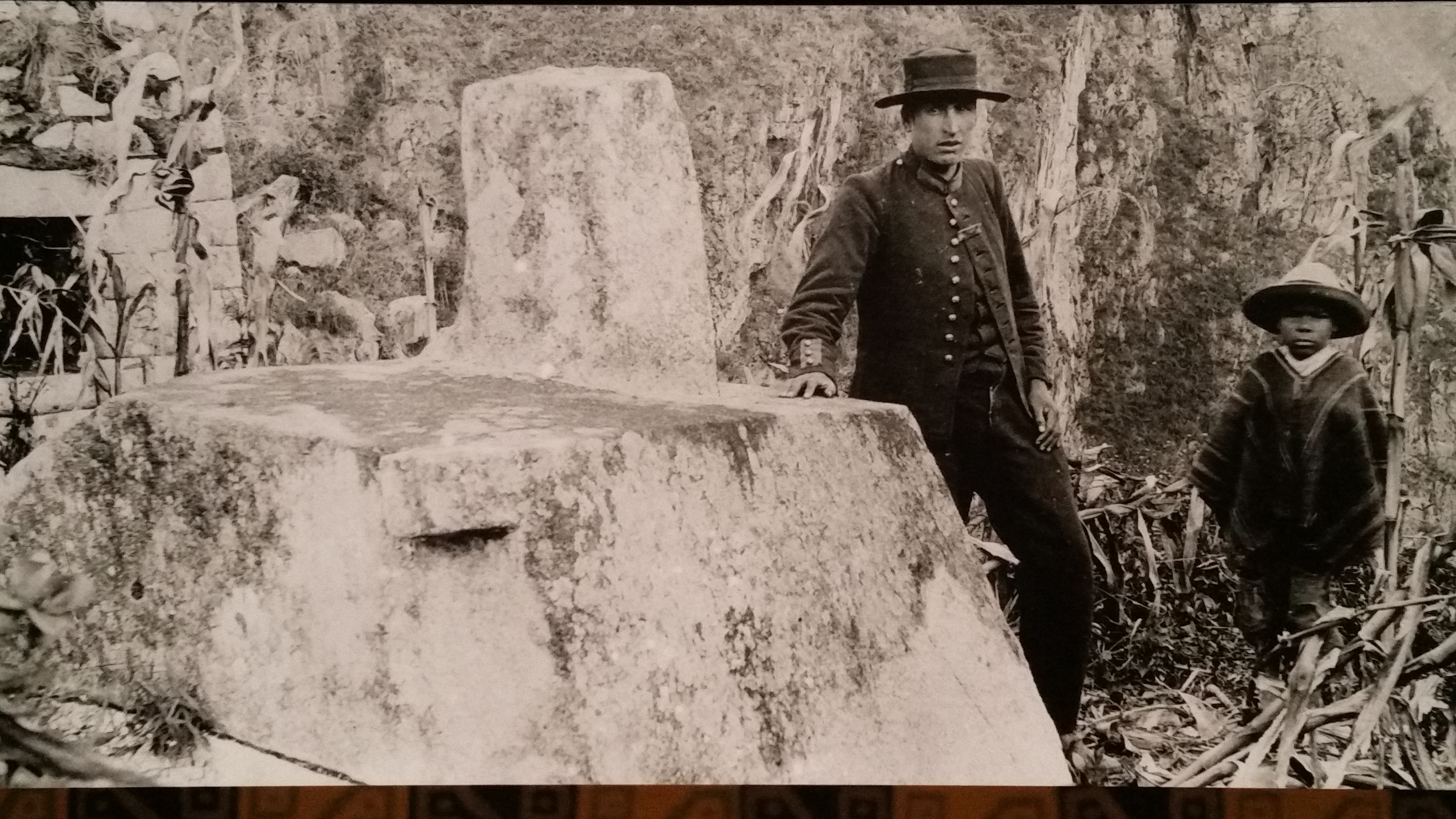
La intihuatana de Machu Picchu en 1911.

Intihuatana es un término quechua que significa "donde se ata (o amarra) el sol (inti)", y se cree que servía como calendario astronómico para definir las estaciones según la sombra que daba el sol a la base de esa piedra. 
Se piensa que Machu Picchu había sido construido por el Sapa Inca Pachacútec como una finca de campo, aunque es igualmente probable que el Inca descubriera ruinas mucho más antiguas (el intihuatana, el templo del sol y el templo del cóndor) y optó por construir la ciudadela sobre los  antiguos cimientos.
A fines del siglo XVI, el Virrey del Perú Francisco de Toledo, en su afán evangelizador, ordenó la destrucción de las intihuatanas que se pudiesen encontrar. Esto se realizó por la connotación de blasfemia que se tenía sobre la religión andina y la importancia religiosa y política que estas construcciones tenían.
La intihuatana de Machu Picchu fue encontrada intacta por Hiram Bingham en 1911, lo que indica que los conquistadores españoles no conocían su localización.
El 8 de septiembre del 2000, al grabarse un comercial publicitario de cerveza Cusqueña, una grúa utilizada cayó sobre la intihuatana, rompiendo cerca de 8 cm de la punta. El caso llevó a una demanda por parte del INC y la solicitud de la respectiva indemnización, en el 2005.

## Diseño

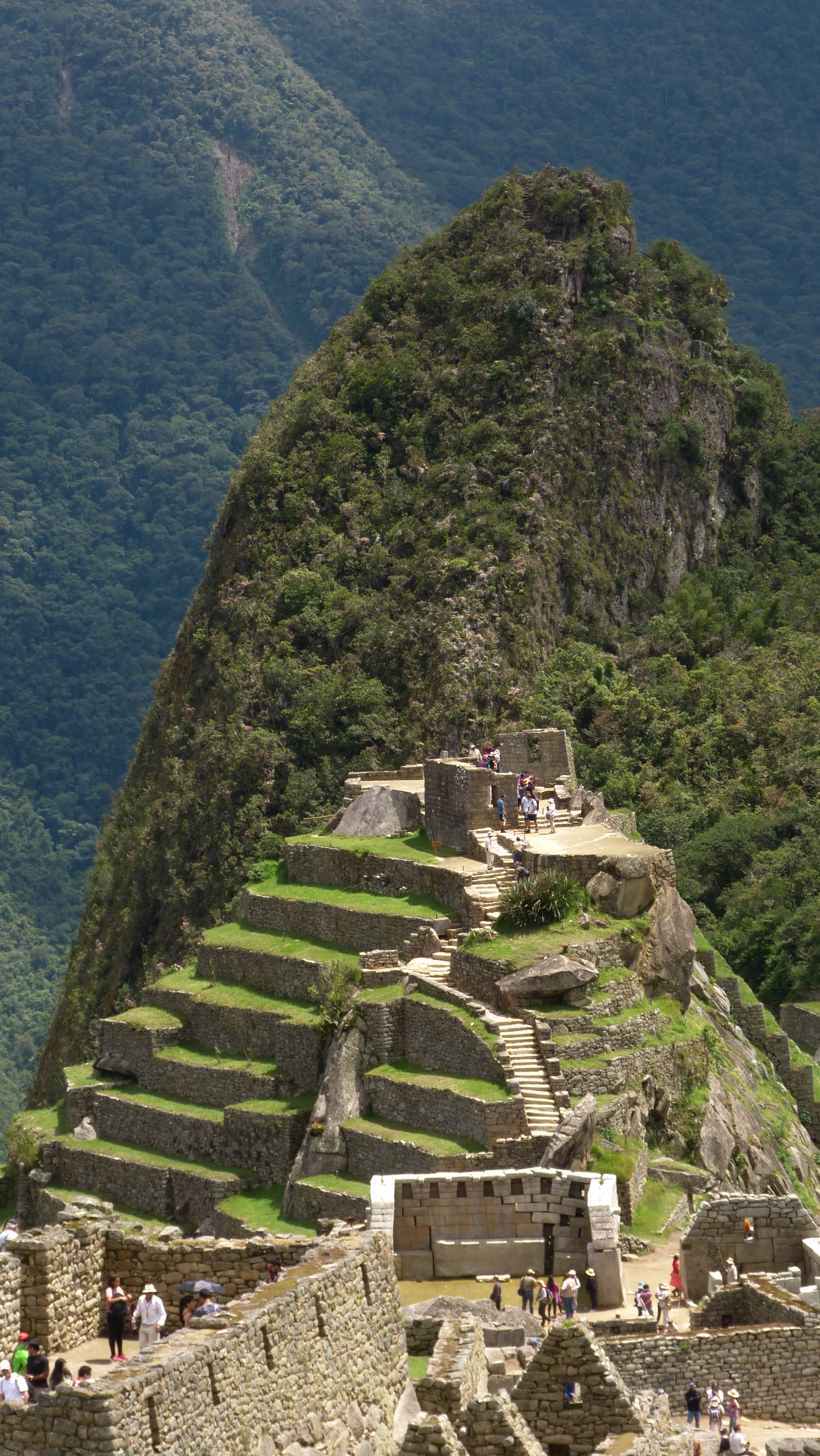
Pirámide Intihuatana en Machu Picchu

La intihuatana de Machu Picchu fue tallada directamente en la roca madre del área de la cumbre de la montaña. Se caracteriza por superficies complejas, planos y ángulos cuyo propósito es desconocido. Las descripciones incompletas de su propósito narradas en las crónicas incas solo suman misterio a su existencia. Las explicaciones arqueológicas que no son convencionales afirman que el Pachacútec no ordenó la construcción de la intihuatana de Machu Picchu, sino que la encontró, junto con otras estructuras preexistentes. Esto implica una consideración problemática, que la construcción de la intihuatana fue realizada por una civilización anterior aún muy desconocida, aparentemente muy avanzada. El pensamiento arqueológico actual no tiene una explicación rigurosa sobre quién pudo haber sido esta cultura anterior.
El monolito forma parte de la pirámide intihuatana, junto con andenes y dos recintos del tipo huayrana, dentro del sector sagrado construido sobre un montículo natural dándole un aspecto de tronco piramidal. El conjunto incluye dos largas escaleras de acceso, al norte y al sur, siendo esta última destacable por estar en una largo trecho tallada en una sola roca. En la cima de la gran pirámide de base poligonal se encuentra la intihuatana. Con un plano ligeramente inclinado en su parte superior, una columna de piedra vertical se inclina 13 grados hacia el norte. Otras características incluyen un bloque de granito que se asemeja a un estante, banco o altar tallado y una base rectangular.

## Función
Una intihuatana es una escultura monolítica labrada en piedra granítica, de 1 a 2 metros de altura y 2 metros de diámetro. Su forma parte de una base con distintos niveles y en la parte superior se eleva un saliente de aspecto cúbico donde cuatro de sus caras indican a un punto cardinal: norte, este, sur y oeste. Posiblemente fue utilizada como un reloj de sol, ya que se alinea con la posición del sol durante el solsticio de invierno. El Sapa Inca creía que la piedra mantenía al sol en su lugar a lo largo de su camino anual en el cielo. Al mediodía en los equinoccios, el sol se encuentra casi sobre el pilar, sin proyectar sombra alguna. El 21 de junio, la piedra proyecta la sombra más larga en su lado sur y el 21 de diciembre, una sombra mucho más corta en su lado norte. Se dice que la base tiene "la forma de un mapa del Imperio Inca", pero la mayoría de los arqueólogos no están de acuerdo, observando que la base es achaparrada y rechoncha mientras que el Tawantinsuyu es largo y delgado. Pedro Sueldo Nava describe el hito como "quizás uno de los lugares más bellos y enigmáticos que se encuentran en Machu Picchu".